# Distremocephalus californicus
Distremocephalus californicus är en skalbaggsart som först beskrevs av Van Dyke 1918.  Distremocephalus californicus ingår i släktet Distremocephalus och familjen Phengodidae. Inga underarter finns listade i Catalogue of Life.